# Kalahariwaaierstaart
De kalahariwaaierstaart (Cercotrichas paena; synoniem: Erythropygia paena) is een vogelsoort uit de familie Muscicapidae (vliegenvangers).

## Verspreiding en leefgebied
De soort telt 4 ondersoorten:
- C. p. benguellensis: zuidwestelijk Angola.
- C. p. paena: Botswana en het noordelijke deel van Centraal-Zuid-Afrika.
- C. p. damarensis: Namibië.
- C. p. oriens: zuidelijk Zimbabwe en noordelijk Zuid-Afrika.